# Gavdos
Gavdos (em grego: Γαύδος) é a ilha mais meridional da Grécia e um dos pontos extremos da Europa, o seu ponto mais meridional. Situa-se a sul da ilha de Creta, já no mar da Líbia. Administrativamente, a ilha faz parte do município de Cántanos-Sélino, correspondente à região histórica e antiga província de Selino, na unidade regional de Chania.
A ilha encontra-se ligada a Creta por linhas regulares de barcos que partem dos portos de Sfakiá, Sougia e Paleochora.
Gavdos foi conhecida por uma ampla variedade de nomes. Por exemplo, surge no relato bíblico da viagem de São Paulo a Roma como "Cauda" (Καῦδα). A ilha foi também conhecida como "cavalo", pelo geógrafo romano Pompónio Mela, e como "Gaudos" por Plínio. Ptolomeu chamou-lhe Gavdos "Claudos" (Κλαῦδος). Também se conheceu como "Gozo". Entre os séculos XVII e XIX, a ilha era conhecida como "Godzo ". O nome turco anterior de Godzo era "Bougadoz".
No verão a população (habitualmente de cerca de 50 em permanência) pode chegar a mais de 3 500, a maioria dos quais são campistas.

## Historia
Gavdos tem habitantes em permanência já desde o Neolítico. Contudo, a ilha conta actualmente com poucos habitantes permanentes.
Gavdos foi identificado como lugar possível para a mítica Ogígia onde Calipso teve prisioneiro Ulisses. A evidência arqueológica mostra que o Império Romano passou pela ilha. Durante este tempo, a flora da ilha foi sobre-explorada, iniciando-se um processo de erosão que continua até hoje.
Mais tarde, na época do Império Bizantino, a ilha tinha uns 8 000 habitantes (século X). Durante o domínio otomano, que durou desde 1665 a 1895, era conhecida como Gavdos Gondzo. Durante este período a população diminuiu consideravelmente para só 500 habitantes em 1882. Na ilha sobrevive uma referência aos sarracenos: uma praia tem o nome de Sarakiniko (nome que significa "dois sarracenos" em grego).
Na década de 1930 a ilha foi utilizada como lugar de exílio de comunistas, e mais de 250 pessoas foram exiladas incluindo figuras destacadas do movimento grego, como Markos Vafiadis. Durante a Segunda Guerra Mundial, as forças aliadas evacuaram algumas forças para Gavdos após a vitória alemã na batalha de Creta.
Mais tarde, a fase geral da urbanização, que começou noutras partes da Grécia na década de 1960, teve lugar na década de 1950 em Gavdos. Durante esse período, os insulares trocaram as suas terras em Gavdos por terras ex-turcas em Creta, que se converteram em intercâmbios através do estado. Ao estabelecer-se em Creta, criaram uma comunidade conhecida como Gavdiotika, que é parte da vila de Paleochora.